# Auville-sur-le-Vey
Auville-sur-le-Vey era una comuna francesa que estaba situada en el departamento de Mancha, de la región de Normandía, que en 1837 se fusionó con la comuna de Beuzeville-sur-le-Vey, formando la comuna de Les Veys.

## Demografía
| Gráfica de evolución demográfica de Auville-sur-le-Vey entre 1793 y 1836 |
|                                                                          |

Los datos demográficos contemplados en este gráfico se han cogido de la página francesa EHESS/Cassini.